# Côm Balansa
Côm Balansa (danh pháp khoa học: Elaeocarpus balansae) là một loài thực vật có hoa trong họ Côm. Loài này được DC. mô tả khoa học đầu tiên năm 1903.